# Веллути, Донато
Донато Веллути ди Ламберто (итал. Donato Velluti; 6 июля 1313, Флоренция — после 1 июля 1370, там же) — флорентийский хронист, нотариус, политик и дипломат, автор «Домашней хроники» (итал. Cronica domèstica).

## Биография
Родился 6 июля 1313 года во Флоренции в семье Ламберто ди Филиппо Веллути и Джованны Ферруччи, принадлежавших к сословию пополанов. Предки отца происходили из рода «кавалеров с золотыми шпорами» Семифонте близ Поджибонси (совр. пров. Сиена), в 1202 году завоёванного и разрушенного войсками республики, после чего все тамошние знатные жители были насильно переселены во Флоренцию.
Не позже середины XIII века Веллути, фамилия которых, очевидно, отражает их профессиональные занятия и происходит от названия ткани velluto (совр. вельвет, velvet), обосновались во флорентийском квартале Ольтрарно, в приходе Санто-Спирито, где сначала открыли небольшую лавочку (итал. bottega), а затем, разбогатев, прикупили участок в незаселённом районе, называвшемся Хижиной (итал. casellina) из-за располагавшейся там среди садов и огородов скромной лачуги. Успешно ведя торговлю тканями, а затем занявшись и их производством, они к 1300 году, подобно другим родовым консортериям, выстроили собственную башню на улице Сторона Четырёх павлинов, владея роскошным особняком на улице Виа-Маджо, а их фирма имела филиалы в шести итальянских городах, а также Париже и Лондоне. Благодаря выгодным брачным союзам со знатными городскими домами, они не только укоренились в престижном районе города, но и сумели обзавестись домами в соседних кварталах, а также завели связи во флорентийской синьории. 
К середине XIV столетия представители рода занимали уже ведущие должности в городском управлении, исполняя должности не только послов и наместников в подчинённых городах, но и приоров и гонфалоньеров. Вместе с тем, деловая активность и амбиции Веллути привели их к вражде с магнатским родом Маннелли, вылившейся в кровавую вендетту, продолжавшуюся с 1267 по 1295 год, когда коммунальный суд принудил обе стороны к примирению, приговорив их к уплате высоких штрафов. 
Отец Донато, Ламберто ди Филиппо, ещё юношей приняв участие в убийстве Липпо ди Симоне де Маннелли 24 июня 1295 года, был вынужден бежать в Лукку, где присоединился к отряду видного гибеллинского кондотьера Каструччо Кастракани, затем добрался до Англии, где служил королю Эдуарду I, после чего вернулся на континент, вступив в армию французского короля Филиппа IV во Фландрии. Не позже 1313 года, приобретя боевой опыт, он вернулся в Италию, где принимал участие в войнах гибеллинов с гвельфами, в частности, отличившись в историческом сражении при Альтопашо (1325), в котором Кастракани одержал верх над флорентийским войском, возглавляемым каталонским кондотьером Раймондо ди Кардона. По окончании войны, не получив, по словам своего сына-хрониста, достаточной доли отцовского наследства, Ламберто вынужден был поступить на службу управляющим торгово-банковского дома Перуцци. В этой должности он управлял делами в Англии, Франции и прожил пять лет в Тунисе.
Юный Донато, вероятно, по воле отца, готовившего сына к государственной службе, изучал грамматику и логику во Флоренции, а в 1329—1338 годах гражданское право в Болонском университете. Вернувшись в 1339 году во Флоренцию со степенью  доктора права и вступив в гильдию юристов и нотариусов, он c 1342 по 1356 год исполнял обязанности приора городской коммуны, а также служил при дворе герцога Афинского Готье де Бриенна, изгнанного 3 августа 1343 года в результате народного восстания, переросшего в вооружённое противостояние между грандами и пополанами. В качестве представителя последних 22 сентября был избран одним из гонфалоньеров компаний от квартала Ольтрарно, после чего участвовал в переговорах с магнатами от имени синьории, а затем вошёл в состав «Коллегии 14-ти», поручившей ему заняться устройством нового административно-территориального деления города. В том же 1343 году в составе коллегии «40 добрых людей» занимался расследованием заговора банкиров Барди.
Между 1343 и 1349 годами от имени республики участвовал в дипломатических миссиях, в том числе в Сиене, Ареццо, Перудже, Болонье, Лукке, Пизе, Ферраре, Пистойе. В 1350 году был снова послан синьорией в Болонью, чтобы вовлечь её, вместе с другими соседними коммунами, в союз против гибеллинов во главе с Убальдини. В 1351 году назначен был гонфалоньером справедливости, поддержав закон об изгнании гибеллинов, в том числе представителей враждовавшей с его родом влиятельной семьи Маннелли, затем был послом в Сиене во время войны с архиепископом Милана Джованни Висконти. В 1363 году включён был в коллегию для подготовки постановлений, смягчающих антимагнатское законодательство и существенно расширяющих права грандов по занятию ответственных должностей в городе и его контадо.
В 1366 году в 12-й раз был избран приором, когда в городе разгорелась вражда между влиятельными семействами Риччи и Альбицци. В составе коллегии «12 добрых людей» занимался подготовкой демократических реформ в государственном управлении республикой, невзирая на жестокий приступ подагры. В 1367 году отошёл от дел, занявшись составлением своей хроники. Умер 1 июля 1370 года во Флоренции, в собственном доме. Был похоронен в соборе августинского приората Санто-Спирито в Ольтрарно; после пожара 1471 года монастырь был упразднён, а могила утрачена.

## Семья
Первым браком женат был на Биче ди Ковоне Ковони, дочери судьи, от которой имел 9 детей, из числа которых известны сын Ламберто, умерший в возрасте 26 лет, и дочь Джованна. Также имел четырёх детей от второго брака с молодой вдовой из рода Синья (1358), в том числе сыновей Микеле и Пьетро (ум. 1421).
Имел старшего брата Филиппо, купца и банкира, и двух младших: Пиччо, мореплавателя и авантюриста, имевшего незаконнорождённую дочь Аньолу, и Лоттьери, вступившего в орден августинцев.

## Сочинения
«Домашняя хроника» (итал. Cronica domèstica), над которой Веллути работал начиная с декабря 1367-го, и вплоть до 1 июля 1370 года, делится на три части: первую, генеалогическую, касающуюся происхождения семьи и предков, вторую, автобиографическую, и третью, адресованную потомкам. Хроника излагает почти вековую историю одной из виднейших флорентийских семей, многочисленной и разветвлённой, имевшей тесные связи со многими видными городскими консортериями. 
Кроме незначительного количества архивных документов, старейший из которых датировался 1244 годом, источниками для Веллути в основном служили устные рассказы и воспоминания старших членов его фамилии, в первую очередь, отца и его братьев.
Помимо очевидного намерения возвеличить свой род, вырастив раскидистое генеалогическое древо, тщеславный автор хроники, предки которого не были столь знатными, как у местных аристократов, руководствовался как абстрактно-духовным мотивом, выражавшимся в желании сохранить родовую память, неразрывно связав цепь времён и поколений и увековечив коллективное бессмертие семьи, так и вполне прагматическими целями, выражавшимися в желании изложить потомкам подробную картину перемещения внутри фамилии родового имущества, на которое они впоследствии могли претендовать, ввести их в курс кредитно-долговых отношений семьи, исключив возможные риски, и дав им необходимые жизненные ориентиры, направленные на уменьшение трат и приращение доходов.
Являясь богатейшим источником как социальных представлений и ментальных установок всего сословия пополанов, так и частного опыта самоидентификации отдельной персоны со всем коммунальным сообществом и даже государством, хроника Веллути практически не касается внутренних мотиваций поступков самого автора, который выводит себя, однако, достойным своих славных предков. Так, в семилетнем возрасте Донато, по его словам, был похищен разбойниками, остановившимися на постоялом дворе близ Пистойи, содержателя которого мальчик сумел предупредить. После чего бандиты были арестованы, а Донато взял под покровительство сам Каструччо Кастракани, доставивший его родителям в целости и сохранности.  
Не являясь типичной хроникой, дневником или мемуарами, сочинение Донато не содержит также личных оценок событий и фактов, бесстрастно констатируя, к примеру, смерти жертв чумных эпидемий и перечисляя выживших, и, в отличие от хроник Виллани, Бонаюти и др., практически лишено эсхатологических рассуждений. В то же время, в ней нередко подробно описываются характер, внешность, достоинства и недостатки практически любого мало-мальски значимого представителя рода Веллути, каждый из которых, по мнению автора, неизбежно внёс свой вклад в могущество и будущее процветание семьи, а потому заслуживает доброй памяти.
Так, прадед Донато — Бонаккорсо, за 20 лет до своей смерти лишившись зрения, легко боролся с молодыми юношами, посещал публичные бани и имел отменный аппетит, дед Филиппо в 60 лет в очередной раз женился, произведя на свет двух сыновей, а отец Ламберто, ведя смолоду бурную жизнь и участвуя в войнах, в возрасте 71 года обходил пешком по нескольку флорентийских храмов и совершил паломничество в Рим. «Филиппо ди Бонаккорсо, — бесстрастно описывает хронист свой идеал, — был достойным и мудрым человеком, высокого роста. Много раз был приором, имел большое состояние и был крупным купцом, всеми был любим, весьма мудр и хитер и всегда хорошо выполнял поручения коммуны…» Веллути тщательно отмечает все богоугодные дела предков, выражавшиеся, в частности, в пожертвованиях на строительство церквей и вкладах в монастыри, считая их проявлением «коллективной благотворительности» со стороны всего его рода. 
Собственную мать Джованну хронист описывает как «мудрую и красивую женщину, очень свежую и с румяным лицом, весьма крупную персону, честную и очень добродетельную», а также «прекрасную хозяйку». Свою первую супругу Биче ди Ковоне он изображает «столь же милой, мудрой и очень доброй женщиной, сколь и некрасивой», отмечая, что «был очень счастлив в этом мире, пока она была жива». В описании Веллути женщин, осуществляемой по определённому эталону, практически отсутствует индивидуальность, в качестве положительных черт отмечаются, главным образом, высокий рост, полнота, бережливость, хозяйственность и благочестие. О собственном несовершеннолетнем сыне он с неподдельным удовольствием сообщает: «С девяти лет он был помещен в боттегу (мастерскую) по производству шерсти, а затем в кассу. Когда ему исполнилось двенадцать лет, я дал ему в руки приходно-расходную книгу всего нашего имущества, и он вел ее, руководил и управлял всем, словно имел за плечами сорок лет».
Будучи типичным представителем деловых кругов, Веллути не одобряет образ жизни и манеры тех, кто не занимался торговлей и предпринимательством, осуждая как рыцарскую куртуазность, так и занятия искусствами. Так, один из его родственников Герардуччо Веллути был, по словам его, «среднего роста, большой говорун, не слишком разумный, не умеющий справляться с тяготами, слабовольный человек. При жизни отца он поехал в Авиньон и, поселившись там, вступил в компанию для организации ростовщической конторы с Джованни Перини, и дела его шли хорошо… Но через некоторое время он изменил свой образ жизни и стал заниматься развлечениями и участвовать в турнирах, и другими способами тратить деньги, так что в короткий срок расточил и капитал и нажитое, и вернулся, ничего не имея». Дальний родственник поэт Маттео Фрескобальди (1297—1348) описывается им как «среднего роста, большой игрок, часто наряжавшийся в прекраснейшие одежды, иной раз нелепо одевавшийся», умерший в 40 лет от чумы и оставивший вместо законных детей лишь бедную бастарду, вынужденную пойти в услужение, а другой представитель рода Фрескобальди — Джованни ди Ламбертуччо — изображается как расточительный «сочинитель сонетов и трубадур, прекрасный и великий игрок на цитре, флейте и виоле, страстно любивший лошадей», и, в результате всего этого, также умерший бедняком.   
Из 490 документально известных представителей рода Донато и кланов, связанных с ним родством, по именам в хронике названо 380, в том числе 160 — самих Веллути. Непреходящая ценность свидетельств хроники состоит, помимо прочего, в том, что, помимо родни, её автор описывает не только исторических деятелей, но и менее известных флорентийских граждан, не упомянутых в других источниках. Вместе с тем, значительная часть приводимых им данных верифицируется, а местами и восполняется сохранившимися нотариальными документами.
Обращая свою книгу к потомкам, не только «тем, кто будет читать», но и «тем, кто будет писать после меня», Донато, несомненно, рассчитывал на «литературное бессмертие» своей фамилии, и его надежды отчасти оправдались: между 20 ноября 1555 и 6 декабря 1560 года один из его потомков Паоло ди Луиджи Веллути составил продолжение его хроники «Addizioni alla Chronica», следуя манере её письма, но констатируя уже признаки упадка некогда великого рода, теснейшим образом связанного с историей Флорентийской республики, утратившей уже к тому времени свою независимость.

## Рукописи и издания
Обстоятельное сочинение Веллути, посвящённое частной истории отдельной семьи, а политической истории города, долгое время оставалось вне поля зрения исследователей, но c конца XVII века распространялось в многочисленных списках.
Первое издание его выпущено было в 1731 году во Флоренции филологом Доменико Мария Манни, с предисловием его отца Джузеппе ди Лоренцо Манни, местного эрудита. Оно было неполным, так как, подробно изложив биографические сведения об авторе, издатели, вероятно, из цензурных соображений, опустили целые разделы хроники, касающиеся политических событий в городе второй половины XIV века. 
В 1870 году хронику опубликовал во Флоренции, с комментариями и разночтениями, но также с купюрами, местный историк, архивист и директор Национальной библиотеки Луиджи Пассерини. И лишь в 1914 году флорентийскими историками Исидоро дель Лунго и Гульельмо Вольпи подготовлено было её полное издание, в основу которого была положена автографическая рукопись.

## Публикации
- Cronica di Firènze di Donato Velluti dall'anno 1300 in circa fino al 1370, a cura di Giuseppe di Lorenzo Manni. — Firenze: Presso Domenico Maria Manni, 1731. — 36, 158 p.
- Cronaca di sua casa scritta da Paolo Velluti in continuazione a quella di Messer Donato Velluti. Pubblicate da Luigi Passerini. — Florencia: M. Cellini, 1870. — 48 p.
- La Cronica domèstica di Messer Donato Velluti, scritta fra il 1367 e il 1370, con le addizioni di Paolo Velluti, scritte fra il 1555 e il 1560, dai monoscritti originali per cura di Isidoro del Lungo e Guglielmo Volpi. — Firènze: G. G. Sansoni, 1914. — xlvii, 351 p.